# Сінохара Сін'їті
Сінохара Сін'їті (яп. 篠原 信一, 23 січня 1973, Хіранай) — японський дзюдоїст важкої вагової категорії, який виступав за збірну Японії в середині 1990-х — на початку 2000-х років. Срібний призер літніх Олімпійських ігор у Сіднеї, дворазовий чемпіон світу, чемпіон Азійських ігор, дворазовий чемпіон Азії, чемпіон Східноазійських ігор, переможець багатьох турнірів національного та міжнародного рівня. Також відомий як тренер з дзюдо.

## Біографія
Сінохара Сін'їті народився 23 січня 1973 року в селищі Хіранай префектури Аоморі.
Першого серйозного успіху на дорослому міжнародному рівні досягнув у 1995 році, коли потрапив до основного складу японської національної збірної і побував на домашньому чемпіонаті світу в Тібі, звідки привіз бронзову нагороду, яку він виграв у заліку абсолютної вагової категорії. В тому ж сезоні виступив на чемпіонаті Азії в Нью-Делі, де став чемпіоном одразу у двох категоріях, важкій та абсолютній.
Два роки по тому в категорії понад 95 кг здобув перемогу на Східноазійських іграх у Пусані й отримав срібло на світовій першості в Парижі — у фіналі зазнав поразки від титулованого француза Давида Дує, отримавши від судді досить спірний штраф. Ще через рік вирушив представляти країну на Азійських іграх у Бангкоку, де у важкій вазі взяв гору над усіма своїми опонентами і завоював завдяки цьому золоту медаль.
1999 року на чемпіонаті світу в англійському Бірмінгемі Сінохара став найкращим у важкій і абсолютній вагових категоріях (Дує не брав участі в цій першості через травму спини, і сам Сінохара за відсутності головного конкурента вважав ці перемоги неповноцінними).
Завдяки низці вдалих виступів удостоївся права захищати честь країни на літніх Олімпійських іграх 2000 року в Сіднеї, де на шляху до фіналу здолав усіх суперників, у тому числі багаторазового чемпіона Європи росіянина Тамерлана Тменова на стадії півфіналів. У вирішальному поєдинку знову зустрівся з французом Дує, і їх поєдинок знову вийшов неоднозначним.
На 1-й хв 20 сек Дує спробував провести підхоплення зсередини (уті-мата). Сінохара, прибравши ногу, провів уті мата сукасі в падінні, в результаті чого Дує впав на спину. Після кидка Сінохара підняв руки, святкуючи перемогу без усіляких сумнівів. Однак, думки суддів розділилися кому яку оцінку давати і чи давати взагалі. Один суддя порахував, що прийом провів Сінохара, і це була б його чиста перемога, але двоє інших суддів не погодилися з ним. У результаті Дує за кидок отримав оцінку юко і став таким чином олімпійським чемпіоном. Японська делегація подавала протест, але його не задовольнили. Згодом фахівці переглянули повтор і визнали, що сутичку чисто виграв Сінохара. На церемонії нагородження Сінохара плакав, отримуючи срібну медаль, тоді як головний тренер збірної Ямасіта Ясухіро, олімпійський чемпіон 1984 року, після закінчення церемонії накинувся на суддів з різкою критикою і вибачився перед своїм підопічним за безпорадність. Попри це, сам спортсмен повідомив на прес-конференції, що не має претензій до суддів: «Я програв, тому що був слабким. А Дує був сильним». Скандальне суддівське рішення викликало масове обурення в Японії. У тому числі через цей випадок на змаганнях з дзюдо було запроваджено відеоповтори, до яких судді можуть звернутися під час сутички.
Після сіднейської Олімпіади Сінохара Сін'їті ще протягом певного часу залишався в основному складі дзюдоїстської команди Японії і продовжував брати участь у великих міжнародних турнірах. Так, 2001 року виступив на світовій першості в Мюнхені, де виграв у важкій вазі бронзу — цього разу в півфіналі його зупинив росіянин Олександр Михайлін. Невдовзі після закінчення цих змагань вирішив завершити кар'єру професійного спортсмена, поступившись місцем у збірній молодим японським дзюдоїстам.
Покинувши великий спорт, перейшов на тренерську роботу. Викладає дзюдо в Університеті Тенрі, який сам колись закінчив. Зокрема, серед його вихованців чемпіон світу та Азії Анаї Такамаса.